# Carlo Soliva
Carlo Evasio Soliva (Casale Monferrato, 27 november 1791 – Parijs, 20 december 1853) was een Italiaans componist. 

## Biografie
Hij was een Italiaans componist, dankzij de emigratie van zijn ouders, vanuit het Italiaanse taalgebied van Zwitserland, naar Italië. 
Hij studeerde aan het Conservatorio "Giuseppe Verdi" (Milaan) van Milaan, in 1808 gesticht onder het bewind van Napoleon.
In 1815 kreeg hij zijn aanstelling als dirigent aan het Teatro alla Scala in Milaan.
Vanwege zijn uitmuntende studieresultaten aan het conservatorium, kreeg hij de opdracht een opera te componeren op het libretto van Felice Romani dat de eerste prijs had gekregen, van een literaire jury in het kader van een wedstrijd uitgeschreven door het Scala.
Deze opera, zijn eerste, La testa di bronze (3 september 1816 Teatro alla Scala, Milaan), werd goed ontvangen en naast Milaan opgevoerd in de theaters van Napels, Venetië en Dresden.
Tot 1824 componeerde hij nog een viertal opera’s, maar werd niet echt succesvol in Italië, vanwege de opkomst van Gioacchino Rossini, wiens ster rijzende was als een komeet en wiens werken daardoor de theaters beheersten.
Vandaar zijn vertrek, in 1821, naar Warschau, waar hij directeur werd van het Instituut voor Muziek en Retoriek.
In die periode dirigeerde hij ook de eerste opvoering van het concert in E minor van Frédéric Chopin, met wie hij bevriend raakte.
Vanwege de Poolse Revolutie in 1830 en de sluiting van het Instituut, vertrok hij naar Sint- Petersburg.
Aan het hof van de Tsaar, vervulde hij diverse muzikale taken, zoals dirigent van de Keizerlijke Kapel en directeur van de Keizerlijke Zangschool.
Hij had goede contacten met de Russische componisten, zoals Michail Glinka.
In 1843 kwam hij terug uit Rusland en vestigde zich in Semione , in de Val di Blenio, Zwitserland, waar zijn ouders oorspronkelijk vandaan kwamen, hier werd zijn vierde zoon geboren.
Gedurende de laatste jaren van zijn leven, verbleef hij in Parijs.

## Opera ‘s
- La testa di bronzo o sia La capanna solitaria (1816, Teatro alla Scala, Milaan)
- Berenice d'Armenia (1817 Teatro Regio, Turijn)
- La zingara delle Asturie (1817, Teatro alla Scala, Milaan)
- Giulia e Sesto Pompeo (1818, Teatro alla Scala, Milaan)
- Elena e Malvina (1824, Milaan)

- Biblioteca Nacional de España: XX4971671
- Bibliothèque nationale de France: cb13981652x (data)
- CiNii: DA14393954
- Gemeinsame Normdatei: 121588386
- Historisch woordenboek van Zwitserland: 044788
- International Standard Name Identifier: 0000 0001 0911 0976
- Library of Congress Control Number: n85061465
- MusicBrainz: bb17d951-64ee-47f6-9e54-fa5afb9ed97d
- Istituto Centrale per il Catalogo Unico: LO1V046143
- SNAC: w62v2t7w
- Système universitaire de documentation: 176929290
- Theaterlexikon der Schweiz: Carlo_Evasio_Soliva
- Virtual International Authority File: 66659654
- WorldCat: E39PBJdrGvtF4QDYBVwr3Kvj4q